# 鈴羅木かりん
鈴羅木 かりん（すずらぎ かりん、8月3日 - ）は、日本の漫画家、イラストレーター。女性。愛知県出身。

## 経歴
主にスクウェア・エニックスや宙出版のコンピュータゲームを題材にしたアンソロジー集に執筆。『ガンガンパワード』及び『月刊ガンガンJOKER』（共にスクウェア・エニックス）で2005年より「ひぐらしのなく頃に 鬼隠し編」「罪滅し編」「祭囃し編」「賽殺し編」の4編を連載している。
2007年『電撃「マ）王』11月号から3月号まで『ワイルドアームズXF』のスペシャルコミックを連載。
2008年1月刊の集英社・スーパーダッシュ文庫『征服娘。』で挿絵を担当、同年『月刊少年ライバル』8月号から『アウトコード 超常犯罪特務捜査官』を連載。

## 作品リスト

### 漫画作品
- 『BUSIN 0 〜Wizardry Alternative NEO〜 闇に生きる魔女の祝福』ジャイブ〈CRコミックス〉全1巻（『月刊コミックラッシュ』連載）
- ひぐらしのなく頃に-シリーズ-（原作・監修：竜騎士07）
  - 『ひぐらしのなく頃に 鬼隠し編』スクウェア・エニックス〈ガンガンコミックス〉全2巻（『ガンガンパワード』2005年春号 - 2006年春号）
  - 『ひぐらしのなく頃に解 罪滅し編』スクウェア・エニックス〈ガンガンコミックス〉全4巻（『ガンガンパワード』2006年Vol.1 - 2008年6月号）
  - 『ひぐらしのなく頃に解 祭囃し編』スクウェア・エニックス〈ガンガンコミックス→ガンガンコミックスJOKER〉全8巻（『ガンガンパワード』2008年8月号 - 2009年4月号〈休刊〉→『月刊ガンガンJOKER』2009年5月号 - 2011年5月号）
  - 『ひぐらしのなく頃に礼 賽殺し編』スクウェア・エニックス〈ガンガンコミックスJOKER〉全1巻（『月刊ガンガンJOKER』2011年7月号 - 12月号）
- 『ワイルドアームズXF』アスキー・メディアワークス〈電撃コミックス〉全1巻（『電撃「マ）王』連載）
- 『アウトコード 超常犯罪特務捜査官』講談社〈ライバルKC〉全3巻（原作：姫ノ樹晴彦、『月刊少年ライバル』2008年8月号 - 2009年9月号）
- 『スーパーダンガンロンパ2 七海千秋のさよなら絶望大冒険』マッグガーデン〈ブレイドコミックス〉全3巻（原作：スパイク・チュンソフト、『月刊コミックブレイド』2012年12月号 - 2014年6月号）
- 『青鬼 元始編』KADOKAWA〈カドカワコミックス・エース〉全4巻（原作：noprops、構成：黒田研二、『月刊少年エース』2014年12月号 - 2016年12月号）
- 『異世界チート魔術師』KADOKAWA〈角川コミックス・エース〉既刊18巻（原作：内田健、キャラクター原案：Nardack、『月刊少年エース』2017年2月号 - 連載中）
- 『モンスターの肉を食っていたら王位に就いた件』白泉社〈ヤングアニマルコミックス〉既刊1巻（原作：駄犬、キャラクター原案：芝、『ヤングアニマルZERO』2024年2月1日増刊号[1] - 連載中）
  1. 2025年1月29日発売[2][3]、ISBN 978-4-592-16102-8

### 小説（挿絵）
- ひぐらしのなく頃に-シリーズ-　スクウェア・エニックス小説大賞アンソロジー
  - 『やめないで知恵先生』（2006年、スクウェア・エニックス・ひぐらしのなく頃に 語咄し編、著：島田圭司）
  - 『嘘塗し編』（2007年、スクウェア・エニックス・ひぐらしのなく頃に 語咄し編2、著：白史）
  - 『北極星をつかむ』（2009年、スクウェア・エニックス・ひぐらしのなく頃に 語咄し編3、著：AK）
- 征服娘。（2008年、集英社・スーパーダッシュ文庫、著：神楽坂淳）
- 青鬼（原作：noprops、著：黒田研二）
  - （2013年、PHP研究所） - 単行本全5巻
  - （2018年、PHPジュニアノベル） - 既刊10巻（上記のシリーズとは異なる新規作品）
- ダンス・マカブル 追憶の迷宮（2015年、KADOKAWA/角川書店、原作：小麦畑(oumi)、著：黒田研二）
- ギルティゲーム（2016年、小学館ジュニア文庫、著：宮沢みゆき） - 単行本全6巻
- 恐怖の帰り道（2017年、学研プラス、著：針とら） - 単行本全3巻
- 10日後に呪われる怪談ルーム（2024年、集英社みらい文庫Webサイト、著：藍沢羽衣） - Web連載